# 소행성 분광형
소행성 분광형(영어: Asteroid spectral types)은 소행성체를 스펙트럼, 색상, 반사율에 따라 나눈 것으로, 소행성체의 표면 성분을 의미한다. 세레스나 베스타 등 큰 소행성체는 표면 구조와 내부 구조가 다를 수 있지만, 대부분을 차지하는 소형 소행성체는 표면 구조와 내부 구조가 같다고 여겨진다. 톨른 분류, SMASS 분류, 버스-데메오 분류 등 분광형 측정에 따라 여러 분류 체계가 존재한다.

## 분류 체계
1973년 클락 채프먼, 데이비드 모리슨, 벤 젤르너는 소행성을 색상, 반사율, 분광형으로 나누어, 어두운 탄소질 소행성은 C형, 이산화 규소질(석질) 소행성은 S형, 둘 모두에 속하지 않는 소행성을 U형으로 분류했다. 이후 소행성 분류는 계속 발전하고 명확해졌다. 현재 분류 체계는 여러 개가 있으며, 서로 간의 일관성을 유지하려고 노력하고 있지만 소행성 다수는 분류 체계에 따라 소행성 분류가 바뀐다. 이는 각 분류 체계에서 사용하는 접근 방식이 다르기 때문이다.

### 톨른 및 SMASS 분류 개요
| 톨른 분류 | SMASSII (버스 분류)   | 반사율                       | 스펙트럼 상의 특징 |
| --------- | --------------------- | ---------------------------- | --- |
| A         | A                     | 중간                         | 0.75 µm에서 짧은 파장 방향으로 붉은색 부분의 가파른 경사: 기울기 중간. 0.75 µm에서 긴 파장 방향으로 흡광 현상 나타남.                                                               |
| B, F      | B                     | 낮음                         | 일직선으로, 일반적으로 두드러지는 특징 없음. 0.7 µm 근방에서 UV 흡광 및 좁은 흡광 현상의 유무가 차이남.                                                                             |
| C, G      | C, Cb, Ch, Cg, Chg    | 낮음                         | 일직선으로, 일반적으로 두드러지는 특징 없음. 0.7 µm 근방에서 UV 흡광 및 좁은 흡광 현상의 유무가 차이남.                                                                             |
| D         | D                     | 낮음                         | 붉은색 부분의 가파른 경사, 일반적으로 두드러지는 특징 없음. |
| E, M, P   | X, Xc, Xe, Xk         | 낮음(P)부터 높음(E)까지 다양 | 붉은색 부분의 경사, 일반적으로 두드러지는 특징 없음, 미묘한 흡광 현상, 스펙트럼 곡률, 최고점 상대 반사도에 차이가 있음.                                                             |
| Q         | Q                     | 중간                         | 0.7 µm에서 짧은 파장 방향으로 붉은색 경사, 0.75 µm에서 긴 파장 방향으로 가파르고 둥근 흡광 현상.                                                                                    |
| R         | R                     | 중간                         | 0.7 µm에서 기울기 중간 붉은색 경사; 0.75 µm 방향으로 가파른 흡광 현상. |
| S         | S, Sa, Sk, Sl, Sq, Sr | 중간                         | 0.7 µm에서 아래로 기울기 중간 붉은색 경사, 0.75 µm에서 긴 파장 방향으로 기울기 중간 ~ 높음 인 흡광 현상, 0.73 µm에서 반사도 최상. 버스 분류에서 S와 A, K, L, Q, R 사이의 하위 분류. |
| T         | T                     | 낮음                         | 0.75 µm에서 짧은 파장 방향으로 기울기 중간 붉은색 경사, 이후 평탄함. |
| V         | V                     | 중간                         | 0.7 µm에서 짧은 파장 방향으로 붉은색, 0.75 µm에서 긴 파장 방향으로 매우 가파른 흡광 현상.                                                                                           |
| —         | K                     | 중간                         | 0.75 µm에서 짧은 파장 방향으로 기울기 중간 붉은색 경사, 최대 부분이 매끄러우며 0.75 µm에서 긴 파장 방향은 푸르고 평탄함.                                                            |
| —         | L, Ld                 | 중간                         | 0.75 µm에서 짧은 파장 방향으로 가파른 붉은색 경사, 0.75 µm에서 긴 파장 방향으로 평탄함, 최고치에 차이 있음.                                                                         |
| —         | O                     | —                            | 스펙트럼이 3628 보즈넴초바와 유사하게, 매우 특이한 경우에 속하는 분류. |

### S3OS2 분류
태양계 소천체 분광 탐색(Small Solar System Objects Spectroscopic Survey, S3OS2 (S3OS2), 라자로 분류)은 1996년부터 2001년까지 라 실라 천문대의 1.52미터 망원경을 사용해 820개의 소행성을 관측한 프로젝트로, 기존에 분류되지 않았던 소행성들을 톨른 분류와 SMASS 분류를 모두 적용하여 분류하였다. 수분의 변질을 의미하는 대역의 흡수선이 강한 소행성을 "Caa형"으로 분류하였고, 이는 톨른 분류의 C형, SMASS 분류의 Ch형(Cgh형, Cg형, C형)에 해당한다. Caa형 천체는 관측 대상 천체의 13%, 106개 소행성이었다. S3OS2에서는 또한 처음으로 K형 소행성 분류를 사용하였다.

### 버스-데메오 분류
버스-데메오(Bus-DeMeo) 분류는 2009년 데메오 버스와 스테판 슬리반이 고안한 소행성 분류 체계로, 371개 소행성의 0.45 ~ 2.45 µm 파장에서 측정된 반사 스펙트럼의 성질을 기준으로 한다. 버스-데메오 분류 체계는 SMASS 분류를 기준으로 하여 소행성을 24종류로 분류하며, 이론에 근거하여 "Sv형"을 새로 제시하였다.

### 톨른 분류
가장 널리 쓰이는 분류는 1984년 데이비드 톨른이 제안한 분류 방식으로, 1980년대 진행된 팔색 소행성 탐색(ECAS)에서 측정한, 넓은 스펙트럼 (0.31 ~ 1.06 μm) 데이터와 반사율 자료를 토대로 분류하였다. 최초 분류는 978개 소행성을 기준으로 하였다. 톨른 분류는 3개의 대분류로 묶이는 14개의 분광형을 사용한다.

#### C군
탄소질 천체인 C군 소행성은 대체로 어둡다. 대부분 소행성은 C형(10 히기에이아) 및 C형보다 밝은 B형(2 팔라스)으로 나뉜다. F형(704 인테람니아), G형(1 세레스) 은 더 희귀하다. D형(624 헥토르), T형(86 아이글레) 은 각각 목성 트로이군, 내부 소행성대에서 주로 발견된다.

#### S군
S형(15 에우노미아, 3 유노), V형(4 베스타와 베스타족 천체), A형(246 아스포리나), Q형(1862 아폴로), R형(349 뎀보프스카) 전체는 이산화 규소로 이루어진 천체이다.

#### X군
포괄적인 X형 소행성은 반사율에 따라 세 하위 분류로 나눌 수 있다. P형(259 알레테이아, 190 이스메네)은 반사율 0.1 이하로 C군과 관련이 있고, M형(16 프시케)의 반사율은 0.1~0.3이며, 가장 밝은 E형은 주로 소행성대 내부의 헝가리아족에서 많이 관측된다.

#### 분류 특징
톨른 분류에서는 "SCTU"처럼 글자수가 4자까지 붙을 수 있다. "I"는 비일관적→Inconsistent인 스펙트럼에 붙는 기호이며, 분광형이 아니다. 515 아탈리아를 예시로 들면, 분광 자료와 반사율이 각각 S군, C군임을 나타냈기 때문에 분류가 이루어지지 못했다. 색상이 애매한 경우에는 하나로 확정짓기보다 "CG"나 "SCT"처럼 여러 개로 지정하며, 가장 일치율이 높은 분류를 앞에 써 준다. 또한 특수한 분광형에는 추가적인 표기를 한다. "U"는 스펙트럼이 특수한→Unusual 경우에 붙이며, ":"와 "::"는 각각 잡광이 "심한", "매우 심한" 스펙트럼에 붙인다. 예를 들어, 화성 횡단 소행성 1747 라이트의 분류는 AU: 인데, 이는 즉 소행성은 A형 소행성에 속하나 스펙트럼이 특수하고 잡광이 있다는 뜻이다.

### SMASS 분류
2002년 쉘터 버스와 리차드 빈젤은 1447개 소행성을 조사한 소행성대 소형 소행성 분광 탐색(SMASS)을 통해 ECAS보다 더 정밀한 분광 자료를 얻어냈으며, 세밀한 분광형 분류를 할 수 있었다. 하지만 조사 대역(0.44 μm ~ 0.92 μm)이 더 좁았고, 반사율이 고려되지 않았다. 소행성은 톨른 분류와의 일관성을 최대한 유지하며 26개 분류로 분류되었다. 톨른 분류와 마찬가지로 소행성 대부분은 C군, S군, X군에 속했고, 일부 특수한 경우는 다른 분류로 분류되었다.
- C군은 C형과, 톨른 분류의 B형 및 F형과 대부분 겹치는 B형으로 나누어진다. Cb형은 C형과 B형이 서로로 변화하는 중간에 있는 것이며, Cg형, Ch형, Cgh형은 톨른 분류의 G형과 관련 있다.
- S군은 이산화 규소로 이루어진 석질 소행성으로, S형, A형, Q형, R형으로 나뉜다. 새로 추가된 분류는 K형(181 유카리스, 221 에오스)과 L형(83 베아트릭스)이다. Sa형, Sq형, Sr형, Sk형, Sl형은 각각 S형과 해당하는 소행성 분류 간에 서로 변화하는 중간에 있는 소행성이다.
- X군은 철질 소행성으로, X형과 톨른 분류의 M형, E형, P형이 속한다. Xe, Xc, Xk는 각각 X형과 해당하는 소행성 분류 간에 서로 변화하는 중간에 있는 소행성이다.
- 기타 분류에는 T형, D형, V형이 속한다. Ld형 소행성은 L형 중 스펙트럼 상의 특징이 더 독특한 소행성이다. 새 분류 O형은 현재까지 3628 보즈넴코바만이 속한다.

### 색지수
측광계에서는 물체의 밝기를 여러 통과대역을 가진 필터를 통해 다르게 측정할 수 있다. UBV 측광계 체계에서는 세 필터를 사용한다.
- U: 통과대역이 자외선
- B: 통과대역이 파란색 빛
- V: 통과대역이 가시광선(초록-노랑)

| 색상 | 보라       | 파랑       | 초록       | 노랑       | 주황       | 빨강       |
| 파장 | 380–450 nm | 450–495 nm | 495–570 nm | 570–590 nm | 590–620 nm | 620–750 nm |

관측에서는 천체의 밝기를 다양한 필터로 여러 번 측정하며, 필터에 따른 밝기 차이를 색지수라고 부르며, B-V 또는 U-B가 가장 널리 사용된다. 여기에 더해 적색(R)과 적외선(I)도 사용해 V-R, V-I, R-I 색지수도 사용되며, V-R-B-I 색지수는 실제 관측에서 몇 분 내로 얻어낼 수 있다.
| 색지수 | 명왕성족    | 큐비원족    | 센타우루스  | 산란원반 천체 | 혜성        | 목성 트로이군 |
| ------ | ----------- | ----------- | ----------- | ------------- | ----------- | ------------- |
| B–V    | 0.895±0.190 | 0.973±0.174 | 0.886±0.213 | 0.875±0.159   | 0.795±0.035 | 0.777±0.091   |
| V–R    | 0.568±0.106 | 0.622±0.126 | 0.573±0.127 | 0.553±0.132   | 0.441±0.122 | 0.445±0.048   |
| V–I    | 1.095±0.201 | 1.181±0.237 | 1.104±0.245 | 1.070±0.220   | 0.935±0.141 | 0.861±0.090   |
| R–I    | 0.536±0.135 | 0.586±0.148 | 0.548±0.150 | 0.517±0.102   | 0.451±0.059 | 0.416±0.057   |

## 평가
현재는 1990년대 진행된 분광형 측정에 따른 분류가 표준이며, 소행성 분류는 미래에 연구가 진행됨에 따라 변경 및 대체될 수도 있다. 과학자들은 더 나은 분광 분류 체계를 아직 정하고 있지 못하며, 이는 소행성 다수에서 자세한 자료를 많이 얻는 것이 힘들기 때문이다.
소행성 분류 일부는 운석 분류와 관련이 있다.
- C형 소행성 – 함유기질 운석
- S형 소행성 – 석질 운석
- M형 소행성 – 철질 운석
- V형 소행성 – HED 운석

## 같이 보기
- 소행성체명
- 천문학의 임시 명칭